# Interstate XBDR
Интерстейт XBDR (англ. Interstate XBDR) — вариант развития боевого БПЛА Interstate TDR, разрабатывавшийся фирмой Interstate Aircraft в 1944—1945 годах по заказу ВМФ США. Проект предполагал установку на Interstate TDR реактивных двигателей. Ввиду окончания Второй мировой войны был закрыт.

## Описание
Несмотря на то, что программа Interstate TDR была закрыта ещё в 1944 году, флот не утратил интерес к самолётам-роботам. Успехи, продемонстрированные беспилотными самолётами были достаточно эффектны для продолжения работ в этом направлении.
В рамках проекта предполагалось создать беспилотный телеуправляемый самолёт-бесхвостку (точнее, «летающее крыло» с небольшим вертикальным стабилизатором). В движение машину должны были приводить два турбореактивных двигателя Westinghouse 19B.
Были проведены несколько продувок планера машины в аэродинамической трубе, но проект не получил развития ввиду окончания Второй Мировой Войны.